# 安険県
安険県（あんけん-けん）は中華人民共和国河北省にかつて存在した県。現在の定州市南東部に相当する。
前漢により設置された。後漢により安憙県、三国時代には魏により安喜県と改称された。南北朝時代、北斉により盧奴県が廃止されその旧治に遷されている。その後の沿革に関しては定州市を参照のこと。